# جيمي هارت (ملحن)
جيمي هارت (بالإنجليزية: Jimmy Hart)‏ هو مدير وملحن ومغني أمريكي، ولد في 1944 في جاكسون في الولايات المتحدة. كان يلقب باسم ( ثرثار الجنوب )

## وصلات خارجية
- جيمي هارت على موقع جمعية أبحاث البيسبول الأمريكية (الإنجليزية)
- جيمي هارت على موقع دبليو دبليو إي (الإنجليزية)
- جيمي هارت على موقع CageMatch worker (الإنجليزية)
- جيمي هارت على موقع قاعدة بيانات المصارعة على الإنترنت (الإنجليزية)
- جيمي هارت على موقع قاعدة بيانات المصارعة على الإنترنت (الإنجليزية)
- جيمي هارت على موقع عالم المصارعة على الإنترنت (الإنجليزية)
- جيمي هارت على موقع عالم المصارعة على الإنترنت (الإنجليزية)
- جيمي هارت على موقع IMDb (الإنجليزية)
- جيمي هارت على موقع ميوزك برينز (الإنجليزية)
- جيمي هارت على موقع إن إن دي بي (الإنجليزية)
- جيمي هارت على موقع ديسكوغز (الإنجليزية)
- جيمي هارت على موقع قاعدة بيانات الفيلم (الإنجليزية)